# Томсон, Дессон
Дессон Па́трик То́мсон (урожденный Хоу; англ. Desson Patrick Thomson; род. 1958, Суррей) — американский журналист, кинокритик газеты The Washington Post и спичрайтер в администрации Барака Обамы (2010—2017).

## Биография
Родился в 1958 году в графстве Суррей, Великобритания. Окончил Американский университет (1975—1979) как специалист в области визуальной коммуникации и теории кино. В 1983 году начал работать в газете The Washington Post на должности помощника по копированию в колонке «Стиль», в 1984 году начал писать статьи на свободные темы. В 1987 году он стал одним из кинокритиков газеты. Он одних из критиков написавших негативную рецензию на драму «Побег из Шоушенка». В рецензии на картину «День Сурка» он грустно констатировал что фильм «никогда не станет национальным достоянием США». В 2006 году фильм Гарольда Рэмиса был передан в Библиотеку Конгресса.
В 2008 году, Томсон покинул The Washington Post и позже стал спичрайтером администрации Барака Обамы. В период февраля—ноября 2010 года находился в Лондоне под начальством посла США Луи Зусмана. В декабре 2010 года перешёл на работу в отдел Государственного департамента США по планированию внешней политики и работал спичрайтером Хилари Клинтон. В феврале 2012 году стал работать в отделе по публичной дипломатии Госдепа. До сентября 2017 года был спичрайтером и старшим советником Чарльза Ривкин.